# Alacska
Alacska là một thị trấn thuộc hạt Borsod-Abaúj-Zemplén, Hungary. Thị trấn này có diện tích 8,56 km², dân số năm 2010 là 790 người, mật độ 92 người/km².